# الثريا (شركة اتصالات)
الثريا  هي شبكة اتصالات ذات أقمار صناعية، تركز بشكل أساسي على أوروبا، الشرق الأوسط، وأفريقيا. تستعمل الخدمة قمر صناعي واحد للاتصالات ذو موقع ثابت، وقمر صناعي ثاني أطلق في 2003، وقمر ثالث خطط إطلاقه في الربع الأول من 2007 ولكن تم تاجيل الإطلاق بسبب ظروف الطقس حتى بداية 2008 بنجاح.
مركز شركة الثريا هو في الإمارات العربية المتحدة وتوفر الخدمات من خلال مزودي خدمات معتمدين. حاملي أسهم الشركة هم من شركات اتصالات من مختلف الجنسيات من الشرق الأوسط وشمال أفريقيا (من ضمنهم شركة "اتصالات") والعديد من شركات الاستثمار الأخرى.

## الخدمات
- الاتصالات الصوتية بهواتف الأقمار الصناعية أو المحطات الثابتة
- خدمة الرسائل القصيرة
- 60 كيلوبت / ثانية للوصلة الهابطة و 15 كيلوبت / ثانية لخدمة البيانات المتنقلة "GMPRS" للوصلة الصاعدة على هواتف الثريا الفضائية
- نقل بيانات عالي السرعة 444 كيلوبت / ثانية عبر طرف بحجم الكمبيوتر الدفتري (ThurayaIP)
- عدد من الخدمات الأخرى، مثل انتظار المكالمات والمكالمات الفائتة والبريد الصوتي وما إلى ذلك.
- إمكانية «تنبيه عالي الطاقة» أحادية الاتجاه تُعلم المستخدمين بمكالمة واردة، عندما يتم إعاقة مسار الإشارة إلى القمر الصناعي

## التفاصيلالفنية للشبكة

### رمز البلد الافتراضي
الثريا رمز الاتصال بالدولة هي +882 16، وهي جزء من مجموعة ترقيم قطاع توحيد مقاييس الاتصالات الشبكات الدولية. الثريا ليست جزءًا من مجموعة الترقيم +881 رمز الاتصال بالدولة حيث يتم تخصيص ذلك من قبل قطاع تقييس الاتصالات للشبكات في النظام العالمي للأقمار الصناعية المتنقل، والتي لا تعتبر الثريا جزءًا جزء منه، كونه نظام إقليمي وليس عالمي.

### الواجهة الجوية
تتصل أجهزة الإرسال والاستقبال مباشرة مع الأقمار الصناعية باستخدام هوائي له نفس طول سماعة الهاتف تقريبًا ولها قدرة خرج قصوى تبلغ 2 واط ثانية. يستخدم التشكيل إبدال بإزاحة الطور في السطح البيني الجوي. ستعمل بطاقات SIM الخاصة بالثريا في هواتف جي إس إم العادية ويمكن استخدام بطاقات SIM GSM العادية على شبكة الأقمار الصناعية طالما أن مزود خدمة SIM لديه اتفاقية تجوال مع الثريا. كما هو الحال مع جميع الخدمات الصوتية المتزامنة مع الأرض، يوجد تأخر ملحوظ أثناء إجراء مكالمة.
بسبب الكسب المرتفع نسبيًا للهوائيات الموجودة في الهواتف، من الضروري توجيه الهوائي تقريبًا نحو القمر الصناعي. نظرًا لأن الهواتف تحتوي على مستقبل GPS ، فمن الممكن برمجة الموقع الأرضي للأقمار الصناعية كنقاط مسار للمساعدة في التصويب.
تعمل الخدمة على الموجات الحاملة L-band المخصصة في مجموعات لمناطق التغطية المشار إليها باسم "Spotbeams"، والتي تعادل Thuraya الخلايا أو مناطق الخدمة. في النطاق L ، يتم تخصيص 34 & nbsp؛ MHz من عرض النطاق الترددي من 1.525 & nbsp؛ GHz إلى 1.559 & nbsp؛ GHz للاتصال الهابطة (فضاء-أرض)، بينما يعمل الارتباط الصاعد (أرض-فضاء) بين 1.6265 & nbsp؛ GHz و 1.6605 جيجاهرتز. قنوات الارتباط الصاعد والوصلة الهابطة هي 1087 ترددات حاملة مقترنة، بنقطية تبلغ 31.25 كيلوهرتز. يتم استخدام معمارية الفواصل الزمنية للنفاذ المتعدد بتقسيم الوقت (TDMA) التي تخصص الناقل في فترات زمنية بطول ثابت.

### استخدام GPS
كل هاتف من هواتف الثريا ووحدة الإرسال والاستقبال المستقلة مزودًا بجهاز استقبال GPS وينقل موقعه إلى بوابة الثريا بشكل دوري. مكن استخدام إمكانية نظام تحديد المواقع العالمي (GPS) المدمج في التنقل عبر نقطة الطريق.

### الأقمار الصناعية
تقوم الثريا بتشغيل اثنين قمر صناعي للاتصالات من صنع بوينج.

#### الثريا 1
القمر الأول، المسمى الثريا 1، كان يحتوي على ألواح شمسية معيبة ولا يمكنه العمل بشكل صحيح؛ تم وضع هذا القمر الصناعي فوق كوريا لأغراض الاختبار. تم إطلاقه في 21 أكتوبر 2000 بواسطة Sea Launch على صاروخ Zenit 3SL. كان وزنه عند الإطلاق 5250 كجم. تم استخدام القمر الصناعي للاختبار والنسخ الاحتياطي حتى مايو 2007، عندما تم نقله إلى مدار غير هام وتم الإعلان عنه بنهاية عمره الافتراضي.

#### الثريا 2
تم إطلاق Thuraya 2 بواسطة Sea Launch في 10 يونيو 2003. يقع في مدار متزامن مع الأرض عند خط طول 44 درجة شرقا، ويميل عند 6.3 درجة. يستطيع القمر الصناعي معالجة 13750 مكالمة صوتية متزامنة. يخدم هذا القمر الصناعي حاليًا معظم أوروبا والشرق الأوسط وأفريقيا وأجزاء من آسيا. كان وزن المركبة 3200 كيلوجرام وعمرها المتوقع 12 عامًا. يولد جناحا اللوح الشمسي، كل منهما خمسة ألواح، طاقة كهربائية تبلغ 11 كيلو وات. تحتوي المركبة على نظامي هوائي: هوائي دائري C-band ، بقطر 1.27 متر وعاكس AstroMesh 12 × 16 مترًا، 128 عنصرًا L-band ، مزود بواسطة أسترو ايروسبيس في كاربينتريا ، كاليفورنيا. تدعم هذه الهوائيات ما يصل إلى 351 بقعة شعاع منفصلة، كل منها قابل للتكوين لتركيز الطاقة حيث يحتاجها الاستخدام. اشتبهت ملاحظات علماء الفلك الهواة في موقع MENTOR 4 القريب USA-202 ، كان قمرًا صناعيًا تابعًا للولايات المتحدة مكتب الاستطلاع الوطني يتنصت على الثريا 2 وقد تم تأكيد ذلك من خلال الوثائق الصادرة في 9 سبتمبر 2016 بواسطة 'ذا إنترسبت' كجزء من ملفات سنودن.

#### الثريا 3
تم التخطيط لإطلاق القمر الصناعي الثالث بواسطة Sea Launch في عام 2007، وتم التخطيط لبدء خدمة الشرق الأقصى وأستراليا في 15 أكتوبر 2007. فشل في يناير 2007 مهمة NSS-8 في مهمة أخرى أدى صاروخ Sea Launch إلى تأخير كبير في إطلاق Thuraya-3، والذي تم تأجيله في 14 نوفمبر 2007، ولكن تم تأجيل الإطلاق عدة مرات بسبب ظروف البحر. انطلقت سفن الإطلاق من الميناء مرة أخرى في 2 يناير 2008، وتم الإطلاق بنجاح في الساعة 11:49 توقيت غرينيتش في 15 يناير 2008. يعتبر القمر الصناعي Thuraya 3 من الناحية الفنية مماثلاً للقمر Thuraya 2، ولكنه يقع في مدار متزامن مع الأرض عند خط طول 98.5 درجة شرقًا ويميل عند 6.2 درجة.

## معرض صور

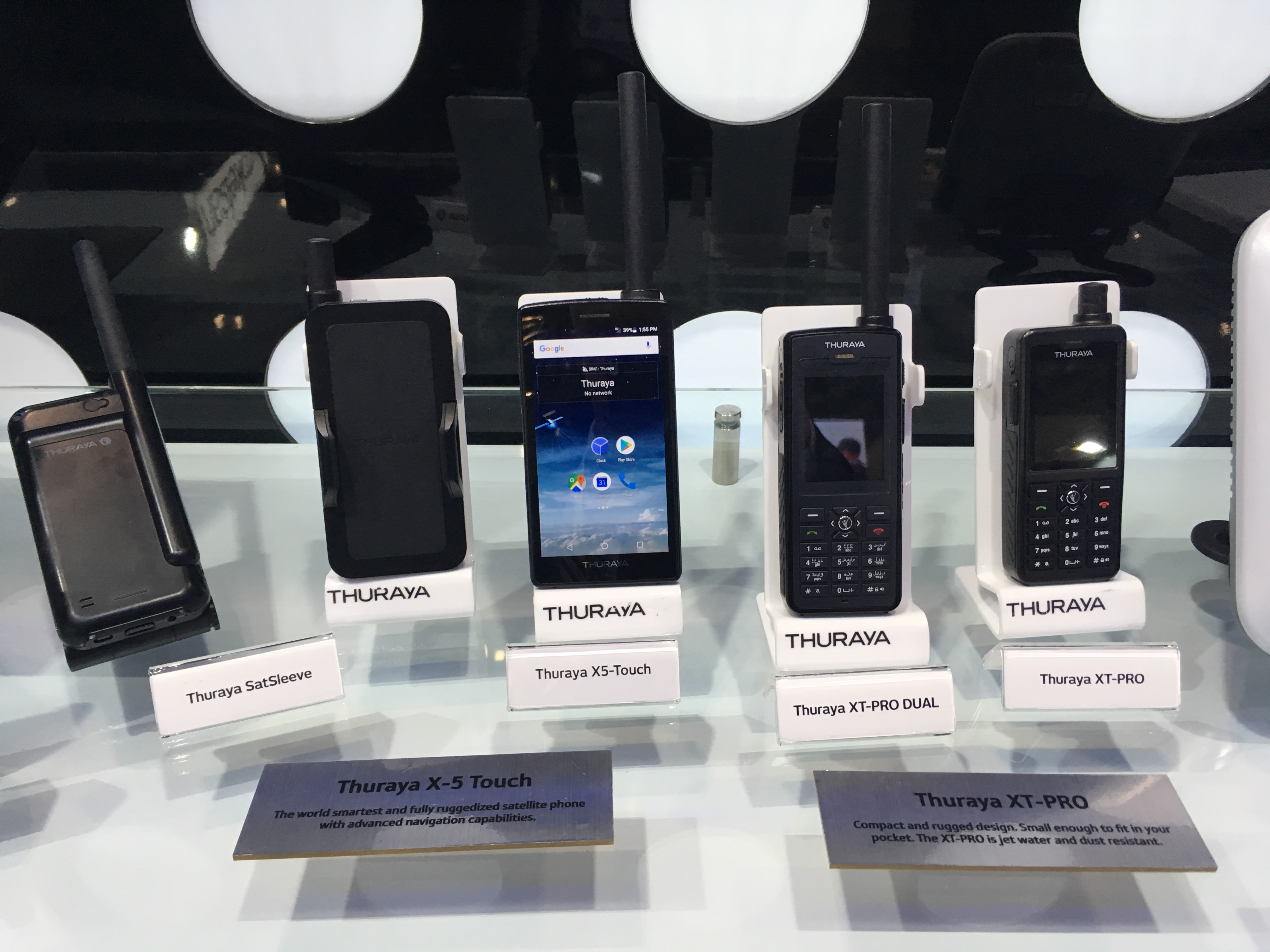
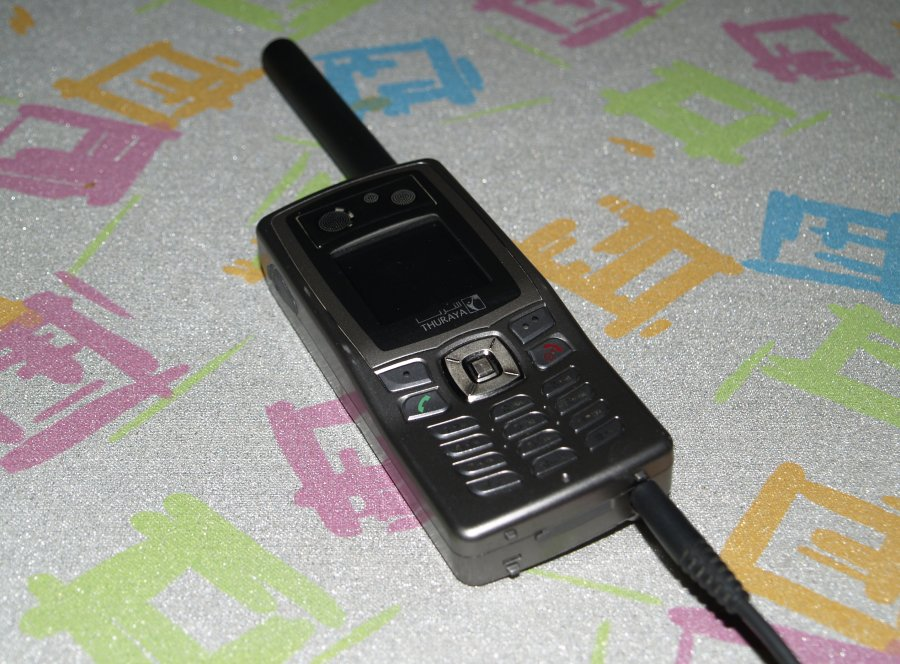
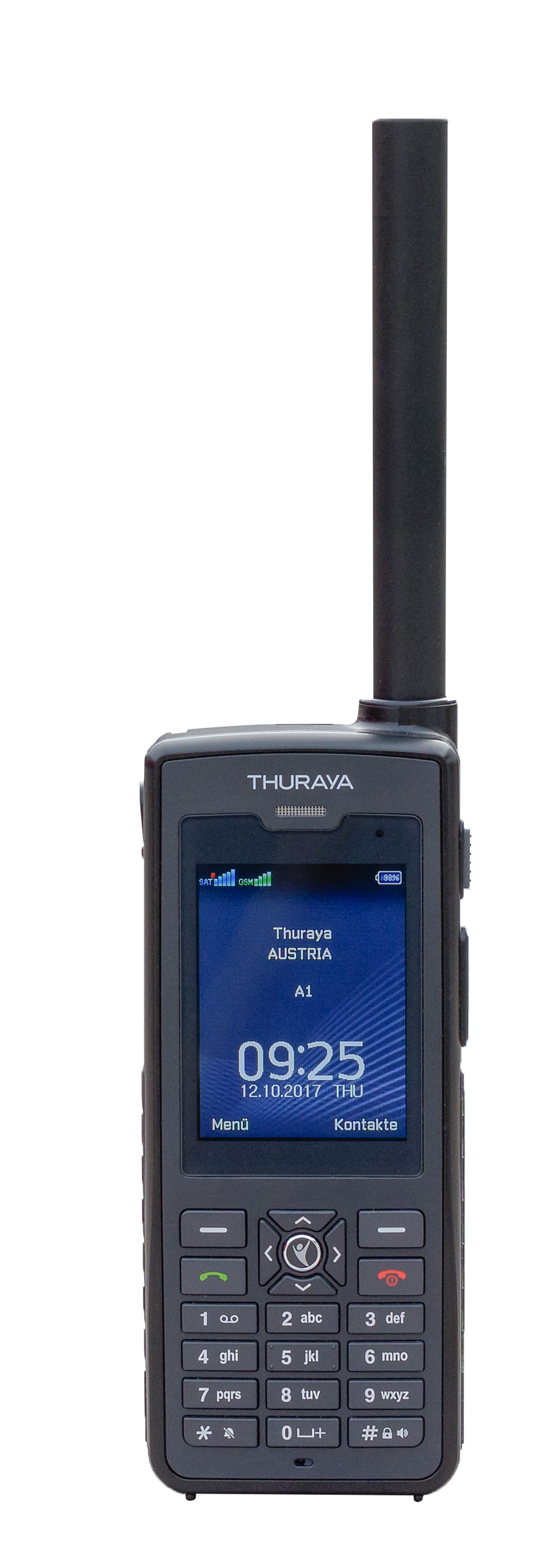
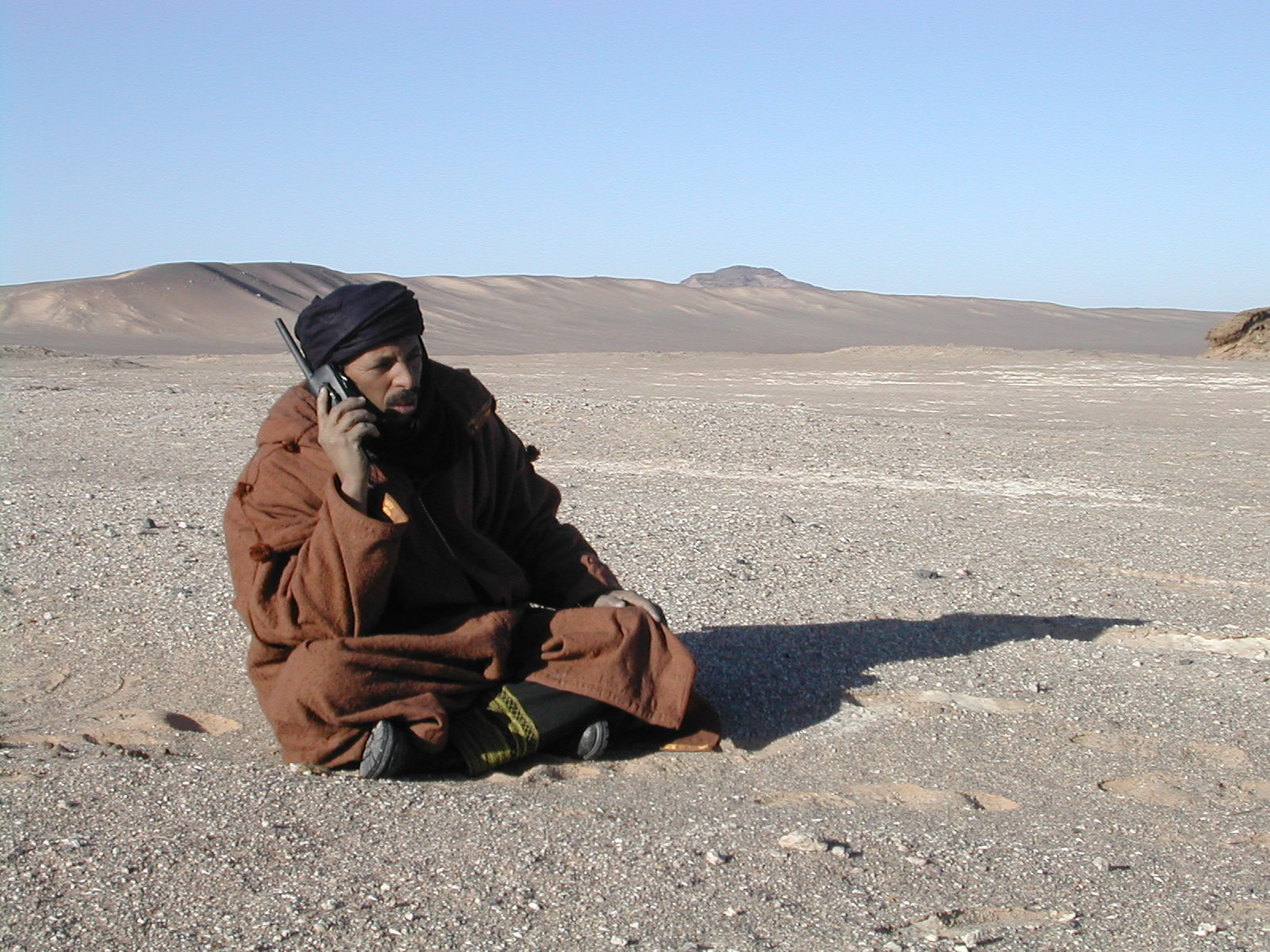
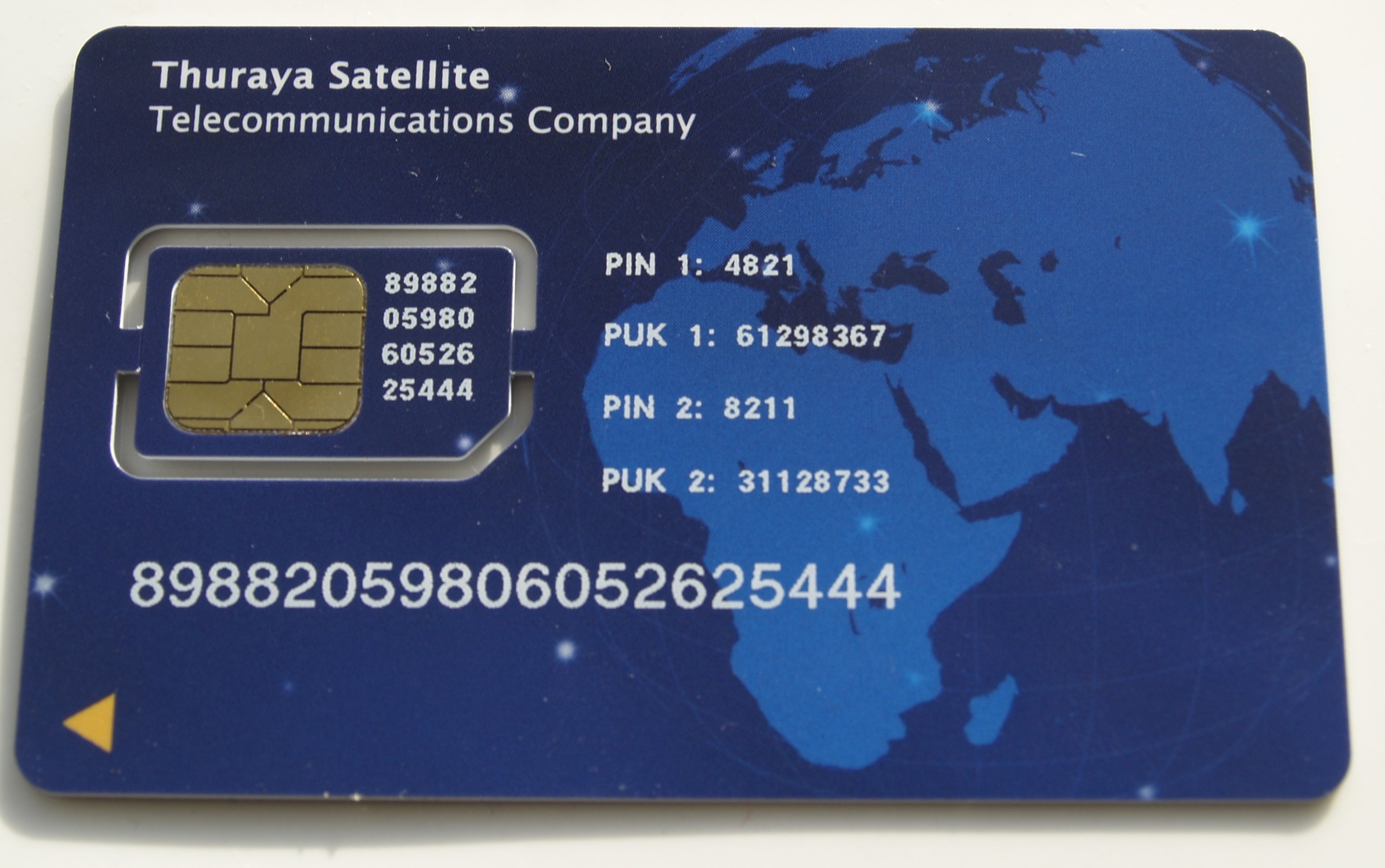
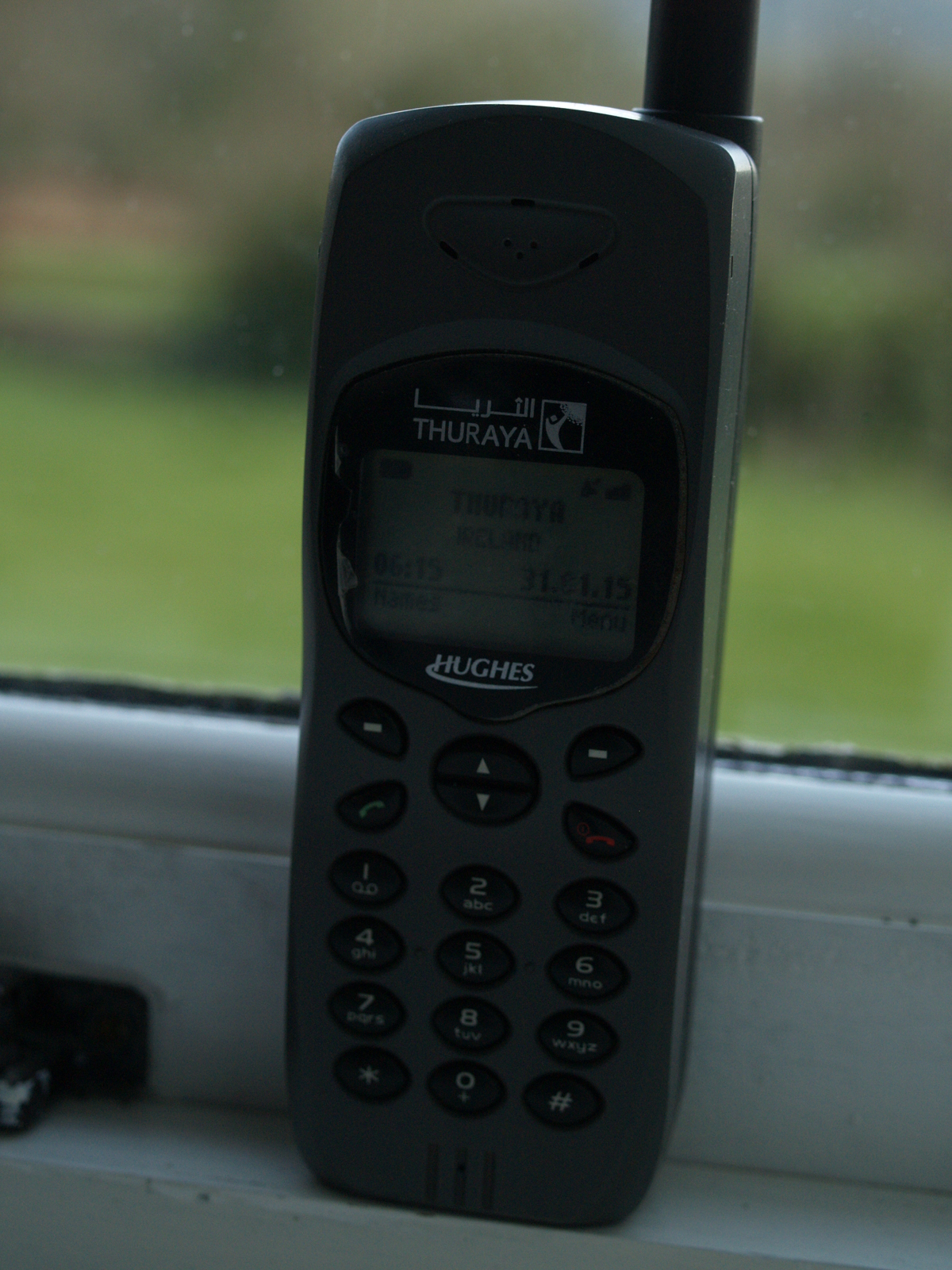

## وصلات خارجية
- موقع شركة الثريا